# Quechans
Pour les articles homonymes, voir Yuma.

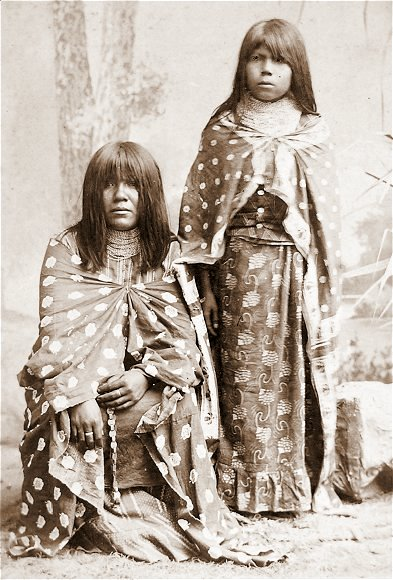
Mère et fille quechan vers 1890.

Les Quechan (aussi Yuma, Yuman, Kwtsan, Kwtsaan) sont une tribu amérindienne qui vit sur la réserve de Fort Yuma sur la partie avale du fleuve Colorado en Arizona juste au nord de la frontière du Mexique. Les Quechan sont des populations parlant les langues yumanes. Yuman est dérivé du vieux nom de la tribu Yuma. La réserve est une partie de leurs terres traditionnelles. Établie en 1884, la réserve s'étend sur 44 000 acres (178 km2) près de Yuma (Arizona).
Ils étaient d'habiles guerriers et d'actifs commerçants, maintenant des réseaux d'échange avec les Pimas en Arizona méridional et avec la côte Pacifique.

## Histoire
Le terme Patayan est employé par des archéologues pour décrire les cultures préhistoriques amérindiennes qui ont habité les régions actuelles de l'Arizona, la Californie et la Basse-Californie, y compris des zones près de la vallée du fleuve Colorado, les montagnes voisines, et au nord du Grand Canyon. Ces peuplades préhistoriques ont pu avoir été des ancêtres des Yumans. Elles ont pratiqué l'agriculture des plaines inondées dans la mesure du possible, mais ont compté fortement sur la chasse et la cueillette.
Le premier contact important des Quechan avec des européens fut avec l'explorateur espagnol Juan Bautista de Anza en hiver 1774. Les relations étaient amicales et au retour d'Anza de son deuxième voyage pour la Haute-Californie en 1776, le chef de la tribu et trois autres voyagèrent jusqu'à Mexico pour présenter une requête du Vice-roi de Nouvelle-Espagne pour l'établissement d'une mission. Le chef, Palma, et ses 3 compagnons ont été alors baptisés le 13 février 1777. Palma a été nommé Salvador Carlos Antonio.
L'établissement espagnol parmi les Quechan ne s'est pas passé comme ils l'auraient espéré et la tribu s'est rebellée le 17 juillet 1781 et a tué 4 prêtres et 30 soldats. La tribu subit des représailles militaires l'année suivante.

## Prénoms yumans
Les Yumans ont donné des prénoms qui prennent souvent ancrage dans la nature qui les entoure, dans les forces surnaturelles qu'ils perçoivent, dans les qualités des personnes, ou bien dans d'autres évènements de la vie, souvent liés à la naissance. Tout comme l'ensemble des peuples nord-amérindiens dont l'étymologie des prénoms nord-amérindiens est similaire.
- Yuma  : prénom masculin qui signifie « fils du chef ».